# Novomoskovske, Hlobîne
Novomoskovske (în ucraineană Новомосковське) este un sat în orașul raional Hlobîne din regiunea Poltava, Ucraina.

## Demografie
Componența lingvistică a localității Novomoskovske
     Ucraineană (97,31%)
     Rusă (2,1%)
     Alte limbi (0,6%)
Conform recensământului din 2001, majoritatea populației localității Novomoskovske era vorbitoare de ucraineană (97,31%), existând în minoritate și vorbitori de rusă (2,1%).